# فرانكلين أو. آدامز
فرانكلين أو. آدامز (بالإنجليزية: Franklin O. Adams)‏ هو مدرس ومهندس معماري أمريكي، ولد في 5 يوليو 1881، وتوفي في 27 نوفمبر 1967.